# غورتشين قلعة
غورتشين‌ قلعة هي قرية في مقاطعة أرومية، إيران. يقدر عدد سكانها بـ 352 نسمة بحسب إحصاء 2016.